# Креплах
Креплах (идиш קרעפּלעך‎, ивр. קרפלך‎) — традиционное блюдо еврейской кухни (ашкеназской), разновидность пельменных изделий.

## Происхождение названия
Слово «kreplach» языка идиш является множественным числом слова «krepl», уменьшительного от «krap», и восходит к средневерхненемецкому языку, где «krappe», «krapfe» означало «кусок теста». Из того же источника происходит немецкое «Krapfen» («жаренный во фритюре»).
Согласно недостоверной народной этимологии, название «креплах» иногда объясняется как соединение первых букв названий трёх праздников: K — Киппур, Р — Раба и П — Пурим, которые вместе образуют слово «krap».

## Описание
Представляют собой маленькие клёцки, начиненные фаршем, картофельным пюре или другой начинкой; обычно вареные и подаваемые в курином бульоне, но иногда и жареные. Тесто для креплах, как и для многих их аналогов, готовят из муки, воды и яиц, замешивают и тонко раскатывают. Традиционной для креплах является треугольная форма, однако сегодня, особенно в США, они могут выглядеть и иначе.

## Распространение
Исторически креплах был популярен на территории, где с ним соседствовали такие блюда, как польские пероги и ушки, украинские вареники и галушки, белорусские и литовские колдуны. Традиция подавать креплах в курином бульоне перекликается с польской традицией подавать ушки в борще.
На сегодняшний день креплах распространены в США, где продаются в виде полуфабрикатов.

## Традиции
В еврейских общинах черты оседлости креплах считались праздничным блюдом. Поверья и детали, связанные с употреблением креплах в различные дни различались от общины к общине. Так, считается, что креплах уместны на празднике Пурим, так как «скрытая» природа креплах (тесто скрывает начинку) имитирует «скрытую» природу чуда Пурима. В свою очередь, жареные креплах также являются популярным блюдом на Хануку, потому что они обжарены в масле, что указывает на ханукальное чудо. Также иногда считается, что треугольные по форме креплах символизируют трёх патриархов еврейского народа: Авраама, Исаака и Иакова.